# 高橋けんじ
高橋 けんじ（たかはし けんじ、1951年2月28日 - 2021年8月17日）は、日本のイラストレーター。イングランド・ヨークシャー出身。1983年に来日。食べ物の絵を多く描くことで知られていた。

## 来歴・人物
新宿の飲み屋「陶玄房」で『王立宇宙軍 オネアミスの翼』の山賀博之監督に誘われて絵描きに転職し、GAINAXに参加。ネジ一本から眼鏡っ娘まで、なんでも描くのが仕事。座右の銘は「人の心GA NAI X」。
『電撃PlayStation』（アスキー・メディアワークス刊）で扉絵を担当。
2012年8月11日にカオス*ラウンジ名誉総帥へ就任。
2021年8月30日、高橋の弟を名乗る人物が高橋のTwitterを更新し、同月17日に亡くなっていたことが明かされた。70歳没。